# Djumu
Djumu (a veces también llamado Djoemoe) es una pequeña localidad en Surinam. La misma se encuentra a 86 metros sobre el nivel de mar.
Djumu se encuentra en el distrito de Sipaliwini en el sitio en el cual el río Gaan-lio («Gran río») confluye con el río Pikin Lio («río Pequeño») dando origen al río Surinam. En el sitio hay una oficina de atención médica.

## Salud
Djumu alberga un Medische Zending centro de salud. Djumu y las aldeas vecinas quedaron aisladas del resto de Surinam por rápidos. Las 1.500 personas que vivían en Djumu y sus alrededores en ese momento y solicitaron un hospital al "abuelo" Agbago Aboikoni. El Hospital Jaja Dande se construyó en 1962.